# Girls (EP de Aespa)
Girls es el segundo EP del grupo femenino surcoreano Aespa. El miniálbum fue lanzado el 8 de julio de 2022 por SM Entertainment y Warner Records. El álbum contiene seis pistas en su versión estándar, incluyendo los sencillos de prelanzamiento «Illusion» y «Life's Too Short» (English Version), además de su sencillo principal titulado «Girls».

## Antecedentes y lanzamiento
El 1 de junio de 2022, se publicó en las distintas redes sociales del grupo un adelanto que marcaba el lanzamiento del próximo miniálbum de Aespa. El adelanto estaba compuesto por un vídeo corto que mostraba una imagen de una cadena montañosa digital y un «estallido de música cargada de sintetizadores». Luego se anunció que el grupo lanzaría su segundo EP titulado Girls el 8 de julio. Este corresponde al primer álbum del grupo después del lanzamiento de su EP de octubre de 2021, Savage, y el primer lanzamiento después de su remake de 2021 de «Dreams Come True», canción originalmente del grupo S.E.S..
El álbum será lanzado simultáneamente en Corea del Sur y los Estados Unidos, ya que SM Entertainment firmó una asociación global con Warner Records para la distribución de contenido musical y promociones de marketing. En una entrevista con la revista Billboard, Giselle, miembro del grupo, reiteró que Aespa estaría de regreso en los Estados Unidos para las promociones de su álbum. Las preventas del EP en diferentes tiendas online y físicas comenzaron el 2 de junio.
Aespa fue seleccionada como artista de junio de Up Next de Apple Music, una campaña global que designa a los artistas más esperados del mes entre las novedades musicales de todo el mundo. Junto a Girls, el grupo también lanzará un cortometraje para Up Next.
Lanzaron «Illusion» como una canción de prelanzamiento para las promociones a través de varios servicios de transmisión de música el 1 de junio de 2022. El 24 de junio, el grupo lanzó el segundo sencillo de prelanzamiento del EP titulado «Life's Too Short», en una versión en inglés. Anteriormente, interpretaron la canción en elFestival de Música y Artes de Coachella Valley.

## Rendimiento comercial
El 9 de junio de 2022, las órdenes anticipadas de Girls alcanzaron el millón de copias y con ello Aespa superó su propio récord de 401 000 órdenes, que consiguió con su EP Savage. Un día antes del lanzamiento del EP, la cifra excedió 1 610 000 unidades, por lo que fue la cantidad más alta alcanzada por un grupo femenino de K-pop. El disco debutó en el número uno en la Circle Album Chart y vendió 1 426 487 de copias hasta la semana 28 de 2022. Según Hanteo Chart, Girls vendió más de un millón de copias hasta el 14 de julio, siete días después de su publicación. De manera que, Aespa se convirtió en el primer grupo femenino en la historia de la lista Hanteo en tener un álbum con ventas superiores a un millón de copias en su primera semana en el mercado. Con ello, superó el récord de The Album de Blackpink.

## Lista de canciones
| Edición estándar |                                                            |                                           | |                                                            |          |  |
| N.º              | Título                                                     | Letras                                    | Música | Arreglos                                                   | Duración |  |
| 1.               | «Girls»                                                    | Yoo Young-jin                             | Ryan S. Jhun, Hanif Sabzevari (Hitmanic), Dennis "DeKo" Kordnejad (Hitmanic), Rodnae "Chikk" Bell, Pontus PJ Ljung, Yoo Young-jin | Ryan S. Jhun, Hitmanic, Pontus "PJ" Ljung, Yoo Young-jin   | 4:00     |  |
| 2.               | «Illusion (도깨비불)» (Dokkaebibul; lit. Will-o'-the-wisp) | Lee Thor (Lalala Studio)                  | G'harah "PK" Degeddingseze, Patricia Battani                                                                                      | G'harah "PK" Degeddingseze, Patricia Battani, Steve Octave | 3:15     |  |
| 3.               | «Lingo»                                                    | Song Chae-ri (Joombas)                    | Alma Goodman, Gabriella Grombacher, Christina Galligan, Lisa "Lixa" Hickox                                                        | Lisa "Lixa" Hickox                                         | 2:36     |  |
| 4.               | «Life's Too Short»                                         | Jang Jeong-won                            | Becky Hill, Sam Klempner, Uzoechi Emenike                                                                                         | Sam Klempner                                               | 2:58     |  |
| 5.               | «ICU (쉬어가도 돼)» (Swieogado dwae; lit. You Can Rest)    | Bae Hye-jin (Joombas)                     | Ryan S. Jhun, Josh Cumbee, Nisha Asnani                                                                                           | Ryan S. Jhun, Josh Cumbee                                  | 3:41     |  |
| 6.               | «Life's Too Short» (English version)                       | Becky Hill, Sam Klempner, Uzoechi Emenike | Becky Hill, Sam Klempner, Uzoechi Emenike                                                                                         | Sam Klempner                                               | 2:58     |  |
| 19:28            |                                                            |                                           | |                                                            |          |  |

| Edición digital |                                         |                          | |                                            |          |  |
| N.º             | Título                                  | Letras                   | Música                                                                                                | Arreglos                                   | Duración |  |
| 7.              | «Black Mamba»                           | Yoo Young-jin            | Omega, Ella Isaacson, Gabriela Geneva (Niiva), Jordan Reyes, Shaun Lopez, Scott Chesak, Yoo Young-jin | Omega, Reyes, Lopez, Chesak, Yoo Young-jin | 2:54     |  |
| 8.              | «Forever (약속)» (Yaksok; lit. Promise) | Yoo Young-jin            | Yoo Young-jin                                                                                         | Yoo Young-jin                              | 4:58     |  |
| 9.              | «Dreams Come True»                      | Bada, Yoo Young-jin, BoA | Yoo Young-jin, BoA, Risto Armas Asikainen                                                             | Yoo Young-jin, BoA, Shaun Kim, BXN         | 3:24     |  |
| 30:44           |                                         |                          | |                                            |          |  |

| Apple Music Up Next Film Edition |                  |          |  |
| N.º                              | Título           | Duración |  |
| 10.                              | «Up Next: Aespa» | 4:09     |  |
| 34:53                            |                  |          |  |

## Historial de lanzamiento
| País          | Fecha              | Formato                         | Sello                                     |
| ------------- | ------------------ | ------------------------------- | ----------------------------------------- |
| Corea del Sur | 8 de julio de 2022 | CD, descarga digital, streaming | SM Entertainment, Warner Records, Dreamus |